# Harcèlement sexuel en Égypte
Pour un article plus général, voir Harcèlement sexuel.
Plusieurs événements marquent la reconnaissance du harcèlement sexuel comme un problème en Égypte.

## Première campagne contre le harcèlement sexuel
La première campagne contre le harcèlement sexuel en Égypte date de 2005. Elle fait suite à un mouvement de protestation de femmes contre le harcèlement de rue et des agressions sexuelles perpétrés par la police dans le but de restreindre la participation des femmes à l'espace public. Selon une étude publiée la même année par le Egyptian Center for Women’s Rights, 83 % des Égyptiennes du Caire ont été victimes de harcèlement sexuel dans la rue.

## Reconnaissance du problème
En 2006, une agression collective est commise durant les festivités de la fin du ramadan, cet événement inscrit le harcèlement sexuel parmi les problématiques publiques majeures du pays.
En 2008, Noha Rushdie est la première femme à remporter un procès pour harcèlement sur la base de l'article 306 du code pénal qui condamne les outrages à la modestie, l'honneur ou la dignité d'autrui. En décembre 2008, le film Les Femmes du bus 678 attire l'attention sur le phénomène du harcèlement dans les transports.

## Révolution de 2011
Durant la Révolution égyptienne de 2011, la question de l'utilisation du harcèlement sexuel collectif (arabe : تحرش جماعي (taḥarruš ǧamāʿī) « harcèlement collectif ») par la police du régime de Hosni Mubarak refait surface : l'État est accusé par des militants de payer des hommes afin de s'engager dans le harcèlement, des agressions sexuelles ou des viols, notamment sur la place Tahrir, afin de pousser les femmes à ne plus se joindre aux protestations.
Un des problèmes à lutter contre le harcèlement sexuel en Égypte est que selon les associations, initialement le harcèlement sexuel n'est pas clairement défini dans la loi égyptienne, ce qui rend les poursuites difficiles. En outre, les femmes qui portent plainte ne sont pas prises au sérieux par la police.

## Droit égyptien
Finalement une loi est promulguée par décret au printemps 2014. Elle définit le harcèlement sexuel comme la « manifestation d’actes, suggestions ou allusions sexuelles ou obscènes que ce soit par signe, par parole ou par tout autre moyen, y compris les moyens de communications câblées ou non » avec intention d’en tirer un « bénéfice à caractère sexuel ». Un tel comportement est alors puni de prison et de 10 000 à 20 000 livres égyptiens d’amende. Ces peines sont alourdies en cas de circonstances aggravantes telles que l’abuse de pouvoir, l’acte commis en bande ou sous la contrainte d’une arme ou la récidive.